# Getholmens naturreservat
Getholmens naturreservat är ett naturreservat i Österåkers kommun i Stockholms län.
Området är naturskyddat sedan 2018 och är 10 hektar stort. Reservatet omfattar halvön Getholmen på östra delen av Västra Lagnö strax söder om orten Svedlandet. Reservatet består av talldominerad barrblandskog med inslag av lövträd.